# Chính sách thị thực của Dominica

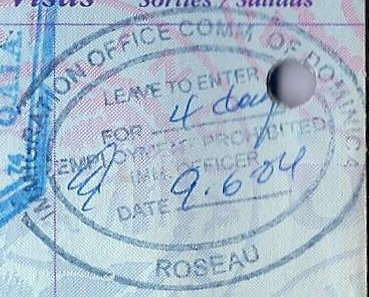
Dấu nhập cảnh Dominica được cấp tại Roseau

Du khách đến Dominica thường không cần thị thực trừ khi họ đến từ Cộng hòa Dominica hoặc Haiti.
Dominica ký thỏa thuận song phương với Liên minh Châu Âu vào ngày 28 tháng 5 năm 2015 và được thông qua vào 15 tháng 12 năm 2015. Thỏa thuận này cho phép công dân của tất cả các quốc gia liên quan đến Hiệp ước Schengen để ở lại không cần thị thực lên đến 90 ngày tỏng mỗi chu kỳ 180 ngày.
Công dân Pháp có thể đến và ở lại lên đến 14 ngày sử dụng thẻ căn cước Pháp (CNIS) có hiệu lực hoặc đã hết hạn. Đối với người sở hữu CNIS đã hết hạn, tài liệu này phải được cấp giữa các năm 2004-2013 và người sở hữu phải 18 tuổi hoặc lớn hơn tại khoảng thời gian được cấp.

## Bản đồ chính sách thị thực

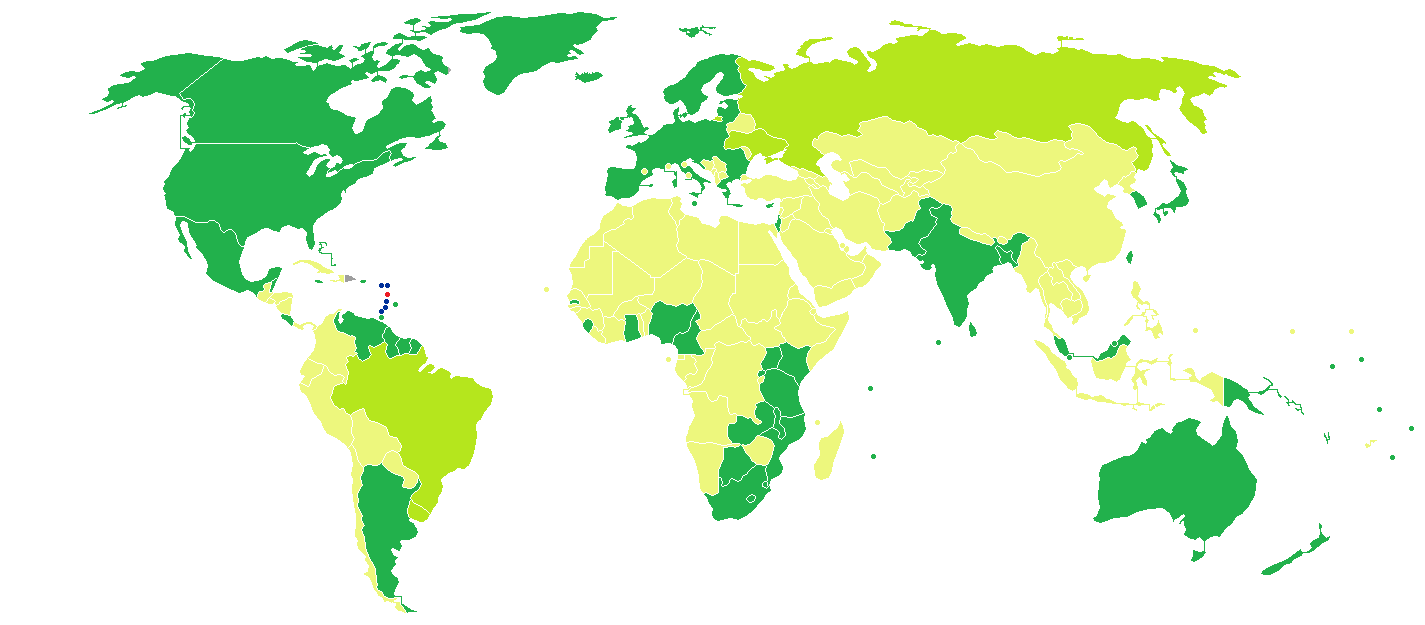
Chính sách thị thực Dominica

## Yêu cầu thị thực
Người sở hữu hộ chiếu của các quốc gia sau không cần thị thực để đến Dominica:
thời gian ở lại tối đa 6 tháng
| - Antigua và Barbuda - Ấn Độ - Bahamas - Bangladesh - Barbados - Belize - Botswana - Brunei - Cameroon - Canada - Gambia - Ghana - Grenada - Guyana - Hoa Kỳ - Jamaica - Kenya - Kiribati - Lesotho - Malawi - Malaysia - Maldives - Mauritius - Mozambique - Nam Phi - Namibia - Nauru | - New Zealand - Nigeria - Pakistan - Papua New Guinea - Rwanda - Saint Kitts và Nevis - Saint Lucia - Saint Vincent và Grenadines - Samoa - Seychelles - Sierra Leone - Singapore - Quần đảo Solomon - Sri Lanka - Suriname - Swaziland - Tanzania - Tonga - Trinidad và Tobago - Tuvalu - Úc - Uganda - Vanuatu - Vương quốc Anh - Zambia |  |

khoảng thời gian ở lại lên đến 3 tháng
| - Argentina - Costa Rica - Ireland - Israel - Nhật Bản | - Mexico - Hàn Quốc - Đài Loan - Venezuela |  |

khoảng thời gian ở lại lên đến 90 ngày trong mỗi chu kỳ 180 ngày
| - Liên minh Châu Âu (không tính Ireland và Vương quốc Anh) \| - Iceland - Liechtenstein \| - Na Uy - Thụy Sĩ \| \| |                   |  |
| - Iceland - Liechtenstein                                                                                          | - Na Uy - Thụy Sĩ |  |

Theo IATA tất cả các quốc gia liệt kê ở trên thực ra có thể ở lại lên đến 6 tháng.
khoảng thời gian ở lại lên đến 28 ngày
| - Cuba |

khoảng thời gian ở lại lên đến 21 ngày
- Công dân của tất cả quốc gia khác trừ  Cộng hòa Dominica và  Haiti (trừ người sở hữu hộ chiếu ngoại giao).

## Thống kê du khách
Hầu hết du khách đến Dominica đều đến từ các quốc gia sau:
| Quốc gia/vùng lãnh thổ   | 2015   | 2014   |
| ------------------------ | ------ | ------ |
| Tây Ấn thuộc Pháp        | 19.961 | 21.355 |
| Hoa Kỳ                   | 17.773 | 19.595 |
| Vương quốc Anh           | 4.951  | 4.873  |
| Pháp                     | 4.021  | 5.018  |
| Quần đảo Virgin thuộc Mỹ | 3.145  | 3.205  |
| Canada                   | 2.998  | 3.002  |
| Antigua và Barbuda       | 2.634  | 2.910  |
| Caribbe thuộc Hà Lan     | 2.599  | 1.969  |
| Barbados                 | 1.723  | 1.877  |
| Saint Lucia              | 1.712  | 1.962  |
| Tổng                     | 74.474 | 81.511 |